# Xerocrassa ebusitana
Xerocrassa ebusitana е вид коремоного от семейство Hygromiidae. Видът е почти застрашен от изчезване.

## Разпространение
Разпространен е в Испания (Балеарски острови).